# (24757) 1992 VN
1992 في أن (ويعرف أيضًا باسم (24757) 1992 في أن وفق تسمية الكوكب الصغير) (بالإنجليزية: 1992 VN)‏ هو كويكب ضمن حزام الكويكبات؛ وترتيبه 24757 من حيث الاكتشاف.
اكتُشف هذا الجُرم الفلكي بواسطة Masayuki Yanai ‏ في 1 نوفمبر 1992.

## وصلات خارجية
- (24757) 1992 VN في قاعدة بيانات مختبر الدفع النفاث لأجرام النظام الشمسي الصغيرة

- الاكتشاف · مخطط المدار ·  العناصر المدارية · المعلمات المادية

- (24757) 1992 VN على موقع ويكي سكاي: DSS2, SDSS, GALEX, IRAS, Hydrogen α, X-Ray, Astrophoto, Sky Map, Articles and images